# ゆるタル
ゆるタルは、NHK高松放送局で放送された若者向け地域情報番組である。前身は平日夕方に放送された「ごじ☆えもん」である。2007年3月10日の2時間スペシャルを最後に番組は終了した。

## 放送時間
- 土曜日 10:05 - 11:00
春夏高校野球開催中、メジャーリーグ中継、重大ニュース時は休止した。

## 出演者
- 古賀一（愛称：セニョ～ル古賀）
- 河田真依（ごじ☆えもんより引き続いての担当）
- 山下アキ
- 桂こけ枝
- 本多春奈（準レギュラー）

| スタブアイコン | サブスタブ | この項目は、まだ閲覧者の調べものの参照としては役立たない、テレビ番組に関連した書きかけの項目です。この項目を加筆・訂正などしてくださる協力者を求めています（P:テレビ/PJ:放送または配信の番組）。 |